# Alfred Schmidt
Alfred Schmidt (Berlino, 19 maggio 1931 – Francoforte sul Meno, 28 agosto 2012) è stato un filosofo e sociologo tedesco.
Inizialmente, Schmidt studiò storia, inglese e filologia all'università di Francoforte e successivamente filosofia e sociologia. Fu uno studente di Theodor W. Adorno e Max Horkheimer e conseguì il dottorato con un lavoro sul concetto di natura negli scritti di Karl Marx.
Schmidt, fu professore di filosofia e sociologia all'università di Francoforte fino al 1972 e divenne Professore Emerito nel 1999. I suoi principali argomenti di ricerca furono: la teoria critica della scuola di Francoforte, Filosofia della Religione e la filosofia di Arthur Schopenhauer.
Fu membro dell'International PEN e membro onorario della Società di Schopenhauer.